# Jenny Robertson
Jenny Robertson (Cincinnati Ohio, 2 november 1963) is een Amerikaanse actrice.
Robertson is ook actief onder de naam Jenny Lennon.

## Biografie
Robertson heeft haar high school doorlopen aan de Oak Hills High School in haar geboorteplaats Cincinnati en haalde in 1982 haar diploma, hierna is zij gaan studeren aan de Northern Kentucky University ook in Cincinnati. Hierna ging zij acteren leren aan de Actors Theatre of Louisville en verhuisde toen naar New York om zich te gaan richten op haar acteercarrière. 
Robertson begon in 1988 met acteren in de film Bull Durham. Hierna heeft zij nog meerdere rollen gespeeld in films en televisieseries zoals Maggie Winters (1998-1999), Rude Awakening (2000-2001) en Role Models (2008).
Robertson is in 2002 getrouwd met Thomas Lennon en zij hebben samen een zoon (2009).

## Filmografie

### Films
- 2022 Reno 911!: It's a Wonderful Heist - als buschauffeur
- 2013 Hell Baby - als post vervoerder
- 2010 Alabama – als overgrootmoeder van Glen
- 2008 Role Models – als mama in lift
- 2008 Jackson – als Dawn
- 2007 Balls of Fury – als moeder
- 2004 Em & Me – als Stella
- 1999 Joe the King – als serveerster
- 1998 A Cool, Dry Place – als Joyce Ives
- 1997 You Are Here – als Hooly
- 1996 The Boys Next Door – als Rena Palmer
- 1995 Kansas – als Elizabeth Farley
- 1993 Message from Nam – als Paxton Andrews
- 1992 The Danger of Love: The Carolyn Warmus Story – als Carolyn Warmus
- 1992 The Nightman – als Maggie
- 1992 Notorious – als Alicia Velorus
- 1991 A Little Piece of Heaven – als Violet Loomis
- 1990 Call Me Anna – als Patty
- 1990 Family of Spies – als Rachel
- 1989 Heart of Dixie – als zuster
- 1989 Unconquered – als Cindy
- 1989 Jacob Have I Loved – als Caroline Bradshaw
- 1988 Bull Durham – als Millie

### Televisieseries
Uitgezonderd eenmalige gastrollen.
- 2010 The Horrible Terrible Misadventures of David Atkins – als Lorraine Atkins – 2 afl.
- 2000 – 2001 Rude Awakening – als Haley – 10 afl.
- 1998 – 1999 Maggie Winters – als Robin Foster – 16 afl.

- Biblioteca Nacional de España: XX5404257
- Bibliothèque nationale de France: cb14221207p (data)
- International Standard Name Identifier: 0000 0003 7413 4557
- Library of Congress Control Number: nr2004022043
- Nederlandse Thesaurus van Auteursnamen: 071538240
- Virtual International Authority File: 49178436
- WorldCat: E39PBJhX3hyy6cTpBR8r9kYkjC